# ジャン＝バティスト・ムーニエ

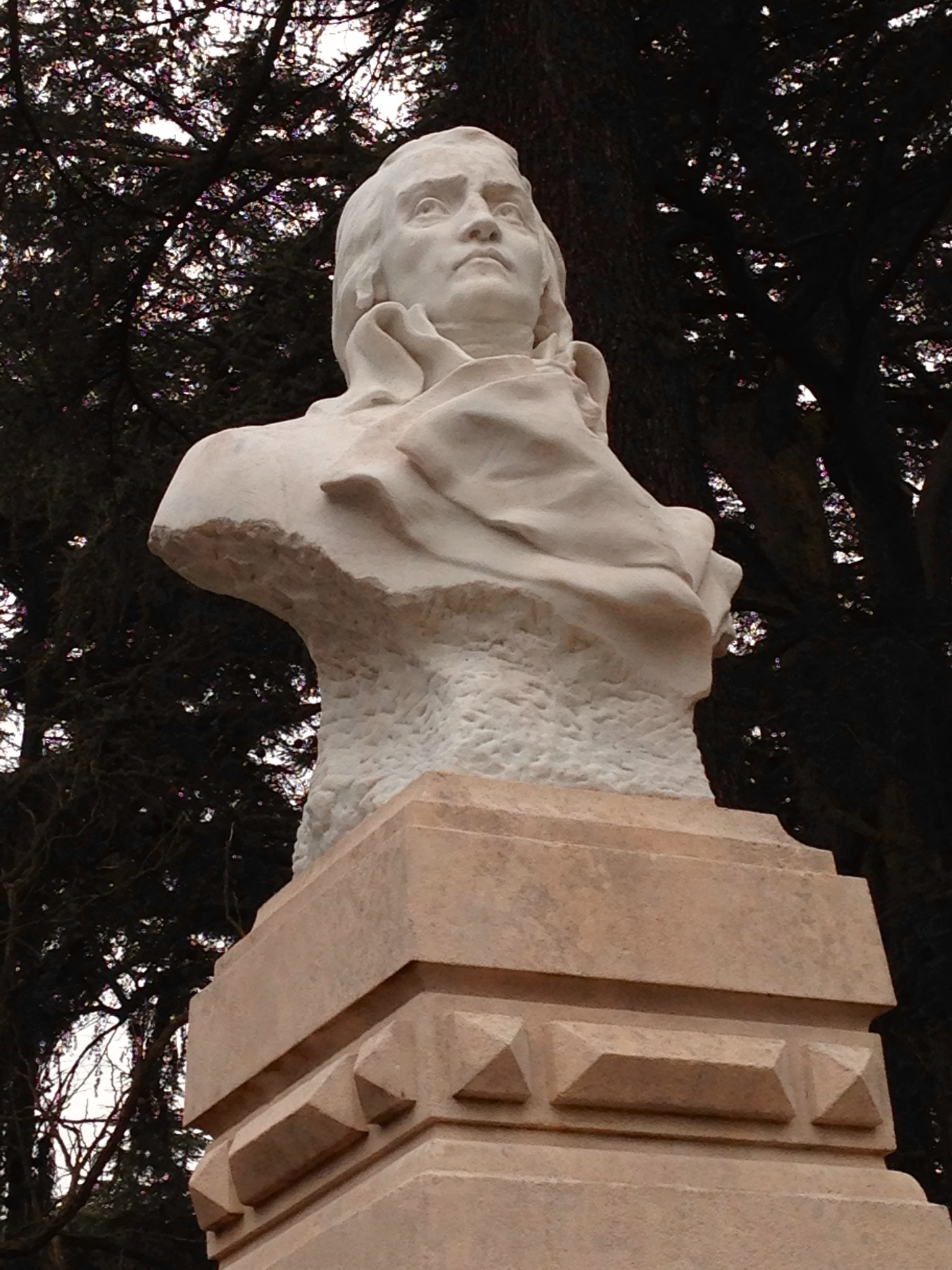
ジャン＝バティスト・ムーニエ

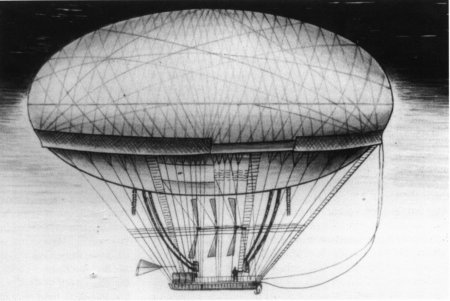
ムーニエの飛行船の案

ジャン・バティスト・マリー・シャルル・ムーニエ・ド・ラ・プラス（Jean Baptiste Marie Charles Meusnier de la Place、1754年6月19日 - 1793年6月13日）は、フランスの幾何学者、エンジニアである。トゥーレーヌのトゥール生まれ。王立工学校 (École royale du génie de Mézières) にいた時に定式化した曲面の曲率と曲率半径に関するムーニエの定理で知られる。螺旋面（ヘリコイド）の研究を行い、アントワーヌ・ラヴォアジエともに水の分解と水素の製造の研究を行った。
ムーニエは飛行船の発案者とされることがある。モンゴルフィエ兄弟の気球による初飛行からまもない1784年に、飛行船の計画を科学アカデミーに提案した。84mの長さの楕円形の気嚢にボート型のゴンドラを吊るして80人の人力で駆動するプロペラで推進する計画であった。実行には移されなかったが、1852年に飛行船の動力飛行に成功したアンリ・ジファールの着想に影響を与えたとされる。
フランス革命戦争では共和軍の兵士として戦い、1793年のマインツ包囲戦で負傷し、それがもとで没した。